# 그래디 딕
그래디 딕(Gradey Dick, 본명: Gradey Reed Dick, 2003년 11월 20일 ~ )은 전미 농구 협회(NBA) 토론토 랩터스의 미국 프로 농구 선수이다. 캔자스 제이호크스에서 대학 농구를 했다. 합의된 5성급 신입 선수이자 2022년 클래스 최고의 선수 중 한 명이었다. 스몰 포워드인 딕은 2022년 소년 게토레이 올해의 선수로 선정되었다.

## 고등학교 경력
딕은 캔자스주 위치토 (캔자스주)에 있는 위치타 대학 학교에서 고등학교를 시작하여 2년을 보냈다. 학교에서의 마지막 해에 그는 주 플레이오프에 진출하면서 경기당 평균 20득점을 기록했다. 이후 그는 선라이즈 크리스천 아카데미로 전학했다. 그는 학교에서 2년 동안 뛰었으며 4학년 때 경기당 평균 18득점을 기록했다.
그는 맥도널드 올 아메리칸 게임, 나이키 훕 서밋의 명단에 이름을 올렸다. 2022년 3월 22일 딕은 게토레이 올해의 선수로 선정되었다.

### 리크루트
고등학교 첫 2년 동안 캔자스, 아이오와, 베일러 등으로부터 농구 장학금 제의를 받았다. 선라이즈 크리스천 아카데미에 재직하는 동안 5성급 신입 선수로 부상했다. 2021년 3월 3일, 플로리다와 일리노이의 제안을 통해 캔자스에서 대학 농구를 하기로 약속했다.